# SN 1989A
SN 1989A – supernowa typu Ia odkryta 29 stycznia 1989 roku w galaktyce NGC 3687. Jej maksymalna jasność wynosiła 14,10m.